# Den glade skomakaren
Den glade skomakaren är en svensk komedifilm från 1955 i regi av Torgny Anderberg.

## Handling
Filmen utspelar sig på idylliska Söders höjder i Stockholm. Skomakare Dana Blomquist har en liten verkstad på Söder. Millan, hans fru, är ett rivjärn i bästa Lilla Fridolf-stil. Så är det också Hjördis Petterson som spelar Millan. Dana och Millan har en son, Sture.
Danas kompis Hjalle är ensamstående. Han äger och driver ett varv. Hjalle har två döttrar, Ingalill och Birgit.
Dana överraskar Sture och Birgit mitt i en kvällskyss. De avslöjar att de är hemligt förlovade. Sture, som jobbar på Hjalles varv, vill inte att hemligheten avslöjas eftersom han är orolig för sitt jobb på varvet.
Hjalles andra dotter Ingalill sjunger i ett jazzband men det vet inte Hjalle om. Han får bekymmer när procentaren Strömbäck kräver återbetalning av ett lån på 23000 kr, trots att Hjalle sköter sina avbetalningar. Hjalles hushållerska Blända har skaffat en ny fästman, dammsugaragent Gotte Jönshammar. Hon trasslar till det när hon inte berättar detta för sin ex-fästman, styrman Kalle Ljung.
Dana tänker fira en tipsvinst med några kompisar, men Millan har låst in hans kostym för att få honom att stanna hemma. Han smiter iväg ändå och kommer inte hem förrän dan därpå. I stället för en rejäl utskällning får han ett varmt välkomnande av en orolig Millan. På kvällen går de på dans på Mosebacke.
Hjalle berättar för Dana om sina ekonomiska problem med procentaren Strömbäck. Dana lovar att hjälpa till, hur det nu ska gå till.

## Om filmen
Filmen premiärvisades den 19 september 1955 på biograf Olympia i Stockholm. Den spelades in vid Nordisk Tonefilms ateljéer i Stockholm med exteriörer från Bromma flygplats, Grand Hôtel Slussen med flera platser i Stockholm av Kalle Bergholm. Som förlaga har man Siegfried Fischers pjäs Den glade skomakaren som uruppfördes på Tantolundens friluftsteater i Stockholm 1954.
Filmen har visats på TV3 och vid ett flertal tillfällen i SVT.

## Rollista i urval
- Arthur Fischer – Daniel "Dana" Blomquist, skomakare
- Hjördis Petterson – Millan, hans fru
- Gunnar Sjöberg – Hjalmar "Hjalle" Ek, varvsägare
- Åke Söderblom – Gotte Jönshammar, dammsugaragent
- Siv Ericks – Blända Olsson, hushållerska hos Eks
- Torsten Lilliecrona – Kalle Ljung, styrman
- Stig Järrel – Strömbäck, procentare
- Håkan Westergren – Gösta Hägg, direktör
- Vivi-Ann Parkner – Ingalill, Hjalles ena dotter
- Jessie Flaws – Birgit, Hjalles andra dotter
- Jerk Liljefors – Sture, Dana och Millans son
- Sven Melin – Johansson, mannen i motorbåten
- Bellan Roos – hans fru
- Haide Göransson – fröken Blom, Häggs sekreterare
- Sven Holmberg – tjänsteman på Bromma flygplats
- Björn Flodén – hoppilandkalle på Djurgårdsfärjan

## Musik i filmen
- Vår egen vals, kompositör Bo Rosendahl, text Charles Henry, sång Gunnar Thim
- Gamla älskade Söder, kompositör Bo Rosendahl, text Charles Henry, sång Gunnar Thim
- Vår ungdoms valsmelodi, kompositör Bo Rosendahl, text Charles Henry, sång Gunnar Thim och Vivi-Ann Parkner
- Börja dagen med en kyss, kompositör Bo Rosendahl, text Charles Henry, sång Vivi-Ann Parkner)
- Södermambo, kompositör Bo Rosendahl, text Charles Henry, sång Torsten Lilliecrona, Malou Fredén och Vivi-Ann Parkner